# Gyorsaságos
A gyorsaságos az agilis magyar megfelelője, azonban attól eltérő értelemben használták. Erdélyi címzés volt a nemesek rangjának megjelölésére. A latin agilis címet fordították gyorsaságosként magyarra. Az udvarhelyi constitutió már 1505-ben említi Patakfalvi Kelemen székbírót és Péter gyorsaságost.

## Címzés
A gyorsaságos Erdélyben viszonylag magas rangú címzés lehetett. Bocskai István fejedelemsége idején a székelyek keresztúri gyűlésének (február 16.) benyomása alatt Sárospatakon adta ki magyar nyelvű levelét, melyben kinyilvánjtja, hogy „Udvarhelyszék összes szabad székelyeinek, nemes gyorsaságos főuraknak, nemseknek, lófejeknek (így) s közönségesen az e székben lakó szabad székelyeknek hűségükért” jóindulattal viseltetik. I. Rákóczy György 1635. november 17-i levelében Székelyudvarhelyen írja, hogy „az egész székelységen lévő nemzetes, nemes, vitézlő és gyorsaságos minden rendben lévő kedves híveire” is ki akarja terjeszteni a gondviselését. A fejedelem népe: egregii et agiles – vitézlők és gyorsaságosok.

## Futár
Eredetileg futár jelentése is lehetett, miként az egyes forrásokból is kiderül: „Gyorsasagos zolgalat” és „gyorsaságoson királyfi futamék, ez király előtt térdére leesék”.

## Lásd még
- Agilis

## Rövidítések
Rövidítések